# ابن سهل
ابوسعدالعلاءِبن سعل (ابن سهل ) (۱۰۰۰میلادی–۹۴۰میلادی/۳۷۹-۳۱۹ هجری شمسی) ریاضیدان، فیزیکدان و نورشناس ایرانی در دوران طلایی اسلام بود و با دربار خلافت عباسی در بغداد رابطه داشت. ابن سهل در سال ۳۶۳ هجری شمسی رساله بسیار مهمی به نام (در باب آینه ها و عدسی های سوزان) نوشت و در آن تشریح کرد که چگونه آینه های خمیده و عدسی ها می توانند نور را کانونی کنند. بنابه منابع متعددی، او پیش از اسنل، دانشمند هلندی، قانون شکست نور را کشف کرده بود.

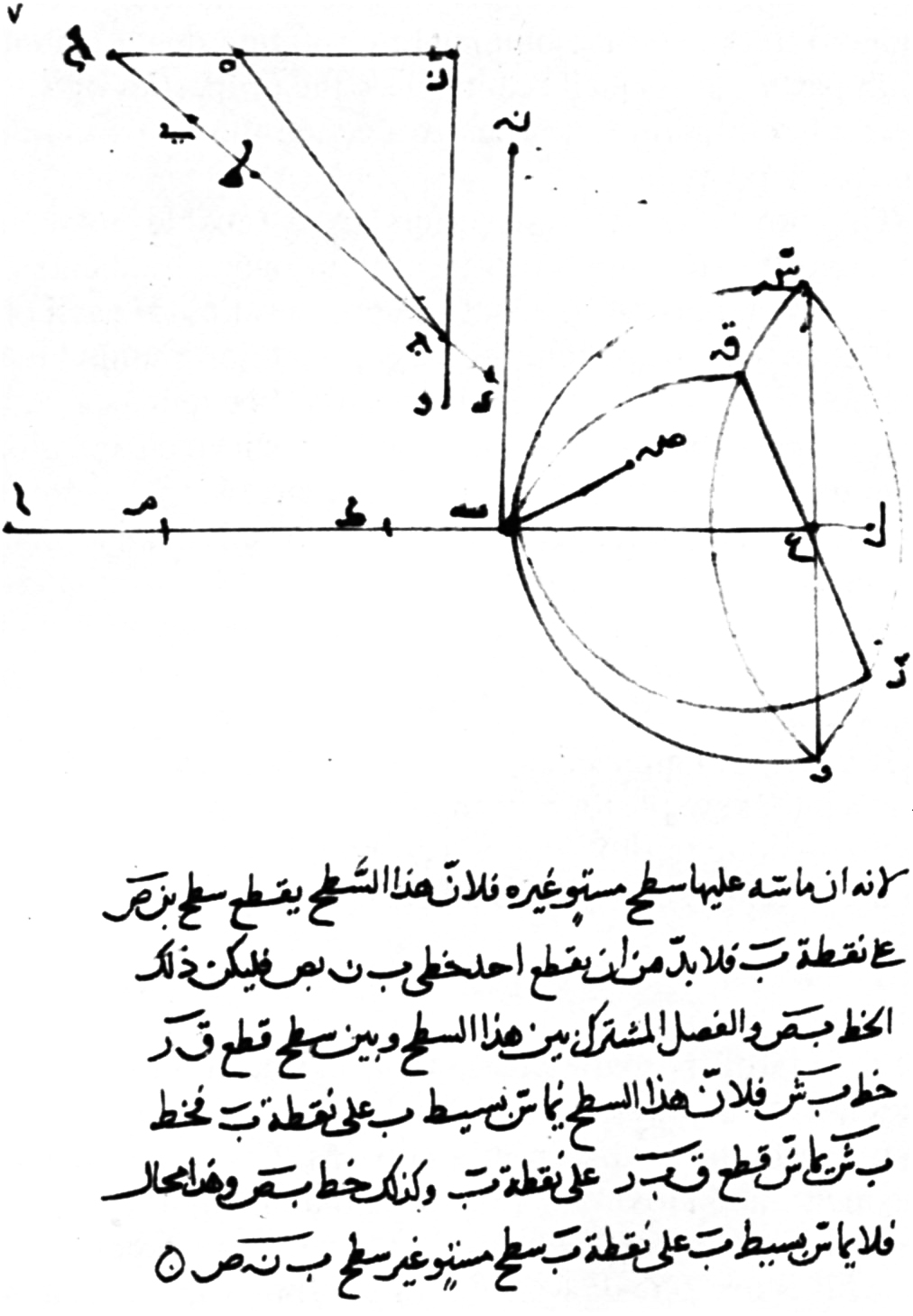
صفحه ای از نسخه خطی ابن سهل، که دانش او از قانون شکست اسنل را نمایش میدهد.

او با استفاده از قانون شکست نور به شکلی از عدسی ها دست یافت که میتوانستند نور را به خوبی کانونی کنند. سایر بخش های رساله او به آینه های سهموی، آینه های بیضوی، عدسی های همگرا و روش های برای رسم کمان هذلولی می پردازد.